# Petar Preradović
Petar Preradović (Grabrovnica kraj Pitomače, 19. ožujka 1818. – Fahrafeld kraj Beča, 18. kolovoza 1872.), bio je general, hrvatski pjesnik i prevoditelj. Smatrao se Hrvatom. ↓3 Jedan je od najplodnijih i najcjenjenijih književnika hrvatske književnosti svoga doba. Ubraja se u najznačajnije pjesnike hrvatskoga romantizma.

## Životopis
Rodio se u Grabrovnici kraj Pitomače 1818. godine u obitelji oca Ivana Preradovića i majke Pelagije rođene Ivičić. U obitelji Ivana i Pelagije Preradović pokraj sina Petra bile su još dvije kćeri, Marija (20. prosinca 1812. – 25. veljače 1867.) i Ana (11. veljače 1820. – 5. travnja 1822.). Djetinjstvo i školske dane proveo je Preradović u Grubišnom Polju, odakle mu je bio otac, vojni dočasnik, i Đurđevcu. Nakon očeve smrti, 1828. godine, brigu o Petrovom školovanju preuzima vojna uprava te pohađa vojnu akademiju u Bjelovaru, zatim u Bečkom Novom Mjestu, gdje je pisao njemačke stihove s izrazitim obilježjima romantizma i dobio poticaje za rad na narodnom osvješćivanju. Tijekom školovanja u Bečkom Novom Mjestu prelazi s pravoslavlja na katolicizam što je bilo uvjetovano njezinim statutom jer napredovanje u vojsci nije bilo moguće ako budući časnik nije bio rimokatolik. Vojničko školovanje završio je 1838. godine i onda je kao poručnik odaslan u Milano. Susret s Ivanom Kukuljevićem Sakcinskim, 1840. godine, znatno je utjecao na "povratak" materinjem jeziku i pobudio zanimanje za hrvatsku kulturu te političku i gospodarsku situaciju. Gotovo čitav život proveo je izvan domovine, a književnošću se bavio koliko mu je dopuštala časnička služba (generalski čin). Svoj entuzijazam posvetio je ilirizmu, u čijoj je "drugoj fazi", uz Stanka Vraza i Ivana Mažuranića, postao najutjecajniji pjesnik. Pjesmama izražava brigu za hrvatski jezik, privrženost slavenskoj koncepciji i iskreno domoljublje. Godine 1843. biva premješten u Zadar gdje je iste godine napisao prvu pjesmu na hrvatskom jeziku pod naslovom "Poslanica Špiri Dimitroviću". Na zamolbu Ante Kuzmanića, koji je tada bio urednikom Zore dalmatinske, napisao je za prvi broj toga lista (1. siječnja 1844.) pjesmu "Zora puca, biche dana". Pjesmu je u svojoj Danici odmah objavio i Ljudevit Gaj. Uz Antu Kuzmanića Zoru dalmatinsku prvih je godina njezina izlaženja uređivao i Petar Preradović, no zbog toga što je bio austrijski časnik nije se smio potpisati kao urednik. Od tada sustavno nastavlja svoj pjesnički rad na hrvatskom jeziku a zalagao se je i za prihvaćanje Gajeva pravopisa u južnoj Hrvatskoj.
Godine 1848. ponovno je premješten u Italiju a rujna iste godine otputovao je na dopust u Dubrovnik i u Dubrovniku se je u listopadu vjenčao sa Zadrankom Pavicom de Ponte. Godine 1849. premješten je u Zagreb gdje je pridijeljen bojnom odsjeku Banskog vijeća. Stigavši u Zagreb javlja prijatelju Kukuljeviću Sakcinskome: "Kolika je moja radost što sam ovdje u miloj domovini, za kojom težih toliko godina, to ti iskazati ne mogu". Ukazom bana Josipa Jelačića imenovan je, 1851. godine, podnačelnikom bojnog odsjeka i banovim pobočnikom. Krajem 1852. godine premješten je u Cremonu, 1853. godine u Veronu, a u rujnu iste godine u Pančevo a nakon daljnjih premještenja u Kovin, Arad i Erdelj pridijeljen je 1854. godine vrhovnom zapovjedništvu vojske u Beč. Godine 1855. umirla mu je supruga Pavica. Godine 1865. vjenčao se je s Emom Regner a sredinom iste godine poslan je u Veronu, gdje ga je zatekao rat s Italijom.
Car i kralj Franjo Josip I. odlikovao je Petra Preradovića plemstvom 24. veljače 1864. godine te ujedno donirao pjesniku dio osobne riznice zbog toga što se je Preradović u tom trenutku nalazio u lošoj financijskoj situaciji. U spomen tome daru zapisao je nacrt pjesme zahvalnice: 
| Svjetla kruno, dobri gospodaru! Koliko se radujem tom daru, Koliko me usrećuješ njime, Moja usta ne mogu izreći. | Dolikuje tebi dar sa svime! Al od mojih zasluga je veći, Klanjam ti se u zahvalnu muku I ljubim ti podarnicu ruku. | Dok je meni ove sjede glave I u srcu pjesmice ubave, Orit će se s ovih gusala. Tvoja slava i na daru hvala. |

U čin generala promaknut je 1866. godine. Sredinom 1871. godine bio je na vojnim vježbama kod mjesta Bruck a iste godine predložen je za kandidaturu za hrvatskoga bana, no bio je jako bolestan i u jednom pismu napisao je kako nije zainteresiran za tu čast. Zdravstveno stanje mu se pogoršalo krajem 1871. godine i otpremljen je na liječenje. Nakon što je obolio bezupješno se je liječio u Mariabrunnu pokraj Münchena a zatim i u austrijskom mjestu Fahrafeldu.

### Smrt
Petar Preradović umro je od vodene bolesti ↓4, 18. kolovoza 1872. godine, u Fahrafeldu. Pokopan je 21. kolovoza 1872. godine u Beču. U omladinskom društvu Velebit u Beču potekla je zamisao, koja je bila općeprihvaćena, da se pjesnikovi posmrtni ostatci prenesu u Zagreb. Tako su 11. srpnja 1879. godine izvađeni njegovi posmrtni ostatci i s bečkoga groblja preneseni u arkade Mirogoja gdje je pokopan 14. srpnja 1879. godine. Na dan njegovoga pokopa sve trgovine i uredi u gradu bili su zatvoreni, svečana povorka s vojskom i glazbom na početku krenula je prema pjesnikovom posljednjem počivalištu gdje je pokopan je u jednu od prvih arkada, nešto južnije od arkade preporoditelja. Tadašnji gradonačelnik Zagreba August Šenoa održao je nadahnut govor te spjevao Himnu Petru Preradoviću koju je uglazbio Ivan pl. Zajc. Nadgrobni spomenik Petru Preradoviću, Domovina polaže cvijeće na pjesnikov Spomenik (1878.) izradio je kipar Ivan Rendić.

## Književno stvaralaštvo
Tijekom pohađanja vojne akademije u Bečkom Novom Mjestu počinje pisati svoje prve pjesme (Der Brand von Neustadt, 1834.) i to na njemačkom jeziku. Godine 1840. u Milanu se upoznaje s Ivanom Kukuljevićem Sakcinskim koji će u njemu probuditi interes za hrvatsku kulturu i potaknuti ga da svoja djela piše na materinjem hrvatskom jeziku. Godine 1841. u zagrebačkom njemačkom listu Croatia objavio je pjesmu Das Uskoken-Mädchen. Na poticaj Špire Dmitrovića, 1843. godine, Preradović piše prvu pjesmu na materinjem jeziku, Poslanica Špiri Dimitroviću. A prva njegova tiskana pjesma Zora puca, bit će dana objavljena je 1844. godine u prvom broju Zore dalmatinske. Preradović je svojim djelom do danas ostao jedna od konstanti hrvatskoga romantizma.

### Prevoditelj
Preradović je počeo prevoditi još za vrijeme školovanja, na njemački jezik, pjesmu Máy, češkoga pjesnika K. H. Máche. U Pervencima je objavio svoje presade na hrvatski jezik (Lanau, Scmidt, Lübeck, Gleim, Wieland, Goethe, Bürger). Na Kukuljevićev nagovor prevodi dio Osmana, djela Ivana Gundulića, na njemački jezik. S francuskog na hrvatski jezik preveo je djelo Allana Kardeca Spiritizam na prosto razložen: kratak nacrt nauka o duhovih i njihovih priobćivanjih (Zagreb, 1865.). U Novim pjesmama preveo je V. J. Picka a kasniji njegovi prijevodi izlazili su u Vijencu (George Gordon Byron, Dante Alighieri, Alessandro Manzoni). Poznavao je njemački, talijanski, francuski, engleski i gotovo sve slavenske jezike. Preveo je s hrvatskoga na njemački jezik raspravu Franje Račkoga iz 1867. godine, Rieka prama Hrvatskoj (Fiume gegenüber von Croatien von Dr. Franz Rački. Aus dem Kroatischen übersetzt von X.Y., Zagreb, 1869.).

## Djela
- Pervenci: različne piesme od P. Preradovića, Zadar, 1846.[29]
- Nove pjesme, Zagreb, 1851.
- Proslov k svečanom otvorenju Narodnoga kazališta dne 29. siječnja 1852. Od P. P. Brzotiskom dra. Ljudevita Gaja., Zagreb, 1852.
- Prvi ljudi, 1862.[Je li ovo tiskano djelo ili samo pjesma?]
- Poesie di Pietro Preradović., Traduzione di Giovanni Nikolić. Tip. Demarchi-Rougier. Zadar, 1866.
- operni libreto Vladimir i Kosara (u 4 čina)[30]
- Lopudska sirotica (nedovršeni ep)[30][31]
- Pustinjak (nedovršeni ep)[31]

### Posmrtno
Nepotpun popis djela:
- Pjesnička djela Petra Preradovića, Izdana troškom naroda, Zagreb, 1873.
- Gedichte / Peter Preradović; treu nach dem Kroatischen übersetzt von H. [Herman] S. [Sommer], Druck von I. Franck, Osijek, 1875.
- Izabrane pjesme, Uvod napisao Milivoj Šrepel. Izd. Matice Hrvatske, Zagreb, 1890.
- Izabrane pjesme Petra Preradovića / odabrao i životopis priredio Franjo Bartuš, Zagreb, 1896.
- Pesme Petra Preradovića: sa uvodom, tumačem i rečnikom, Izdanje Knjižarnice Velimira Valožića, Beograd, 1902.
- Básně / Petr Preradović; z chorvatštiny přeložil Frant. Veverka, J. Otto, Prag, 1904.
- Život i pjesme Petra Preradovića, priredio Rudolfo Franjin Magjer, Klub hrvatskih književnika Osijek, Osijek, 1916.[32]
- Djela Petra Preradovića / priredio Branko Vodnik, 2 sv., Zagreb, 1918-1919.
- Pesme / Petar Preradović [uredio Andra Žeželj], Beograd, 1940.
- Izabrane pjesme,  Nakladni zavod Hrvatske, Zagreb, 1946.
- Odabrane pjesme, Prosvjeta, Zagreb, 1947.
- Preradovićeva pisma Vatroslavu Bertiću / [priredio] Ivan Esih, JAZU, Zagreb, 1950.
- Odabrane pjesme, Narodna prosvjeta, Sarajevo, 1955.
- Izabrane pjesme / Petar Preradović, uredio Dragutin Tadijanović, pogovor napisao Antun Barac, Matica hrvatska, Zagreb, 1956.
- Izabrana dela, Narodna knjiga, Beograd, 1966.
- Petar Preradović. Pozdrav domovini: izabrane pjesme, (izbor i redakcija Dragutin Tadijanović, pogovor napisao Branimir Donat), Matica hrvatska, Zagreb, 1968.
- Odabrane pesme, Rad, Beograd, 1970.
- Rodu o jeziku / Petar Preradović, (uredio Dragutin Tadijanović), Preradovićev muzej u Grabrovnici, Grabrovnica, 1972.
- Izabrane pjesme, Mladost, Zagreb, 1972.
- Poezija, Veselin Masleša, Sarajevo 1977.
- Izabrane pjesme, Rad, Beograd, 1981.
- Miruj srce moje, izbor pjesama Zvonimir Golob, Alfa, Zagreb, 1984.
- Izabrane pjesme / Petar Preradović, (priredio i predgovor napisao Mirko Tomasović), Erasmus, Zagreb, 1994.
- Pjesme, Zagrebačka stvarnost, Zagreb, 1995.
- Ljudsko srce: izabrane pjesme, uredio Dragutin Tadijanović, Matica hrvatska, Ogranak Virovitica, Virovitica, 1996.
- Izabrana djela, (priredio Cvjetko Milanja), Matica hrvatska, Zagreb, 1997.
- Pjesme, Grafex,  Mostar, 1998.
- Pjesme, priredio Goran Pavošević, Riječ, Vinkovci, 1998.
- Petar Preradović. Izabrane pjesme., Matica hrvatska, Zagreb, 1999.
- Izabrane pjesme, Hrvatsko kulturno društvo HUM, Mostar 2000.
- Putnik: izabrane pjesme, priredio Božidar Petrač, Kršćanska sadašnjost, Zagreb, 2004.

## Odličja
- 1847.: Zlatna medalja Litteris et artibus (Za književnost i umjetnost).[33][34]

## Spomen
Diljem Hrvatske nazvane su škole, ulice i trgovi po njemu, podizani su mu spomenici i postavljene spomen-ploče.
- Spomenik Petru Preradoviću u Zagrebu, poklon Stjepana Miletića gradu Zagrebu, napravio je kipar Ivan Rendić. Prvotno bio je na Strossmayerovom trgu (naziv Akademički trg nosio je od 1886. do 1928. godine), a svečano je otkriven 23. svibnja 1895. godine.[35] Premješten je na Trg Petra Preradovića 1954. godine. Pjesnik je prikazan u prirodnoj veličini u generalskoj odori, gologlav, u lijevoj ruci ima papir a u desnoj pisaće pero. Kip je izveden u bronci.[36] Postavljen je na postolje od istarskoga mramora.[37]
- Trg Petra Preradovića u Zagrebu dobio je taj naziv 1897. godine.
- Na Preradovićev trg nastavlja se Preradovićeva ulica koja se je nekada zvala Svilarska.[38]
- Postavljen mu je spomenik u Pitomači.
- U kući u Grabrovnici u kojoj je pjesnik kao dječak stanovao s roditeljima,[39] nalazi se Muzej Petra Preradovića. Na kući je i spomen-ploča koju je Družba "Braća Hrvatskoga Zmaja" postavila 29. kolovoza 1909. godine a obnovila 2009. godine.[40][41] Pjesnikova kuća obnovljena je 1968. godine kada je postavljen i muzejski postav.[42]
- Za 150. obljetnicu rođenja, 23. lipnja 1968. godine otkriveno je, ispred njegove kuće u Grabrovnici, pjesnikovo poprsje (rad akademskoga kipara Mihajla Kajfeša).[43] Identična poprsja nalaze se i ispred osnovnih škola u Pitomači, Zadru i Zagrebu.[44]
- Spomen ploču Petru Preradoviću postavila je JAZU 1968. godine na bečkoj kući (Ungargasse br. 39)[45] u kojoj je proveo posljednje dvije godine života.
- Po njemu je nazvana knjižnica u Bjelovaru, Narodna knjižnica "Petar Preradović" i jedna od glavnih ulica.
- U Lukoranu, u zaseoku Mali Lukoran, na otoku Ugljanu, gdje je napisao hrvatsku budnicu "Zora puca, bit će dana", po njemu je nazvan park i postavljen mu je spomenik.

## Galerija
- Grb obitelji Preradović iz 1626. godine.
- Petar Preradović, 1865. godine.
- Nadgrobni spomenik Petru Preradoviću na Mirogoju, Domovina polaže cvijeće na pjesnikov Spomenik, 1878., rad Ivana Rendića.
- Kip Petra Preradovića na Preradovićevom (Cvjetnom) trgu u Zagrebu.
- Zgrada narodne knjižnice „Petar Preradović” u Bjelovaru.
- Spomen ploča Petru Preradoviću na bečkoj kući (Ungargasse br. 39) u kojoj je proveo posljednje dvije godine života.
- Ungargasse br. 39, bečka kuća u kojoj je Petar Preradović proveo posljednje dvije godine života

## Zanimljivosti
- Preradovićeva unuka, austrijsko-hrvatska književnica Paula von Preradović (udana Molden), autorica je himne Republike Austrije a njezin sin Fritz Molden bio je urednik austrijskih listova i utemeljitelj nakladničke tvrtke Styria.[7]
- Petar Preradović potječe od obitelji Preradovića sa Žumberka kojima je car Ferdinand II. 1626. godine dodijelio plemstvo s grbom. Kasnije se grana ove obitelji odselila sa Žumberka u Grabrovnicu kod Grubišnog polja.[46]
- U podnožju njegova nadgrobnoga spomenika Domovina polaže cvijeće na pjesnikov Spomenik upisani su završni stihovi iz njegove pjesme Putnik: "U tvom polju daj mu groba, Tvojim cviećem grob mu kiti!".